# کیم نا یونگ (بازیگر)
کیم نا یونگ (کره‌ای: 김나영؛ زادهٔ ۲۳ نوامبر ۱۹۹۵) که با نام نایونگ شناخته می‌شود، بازیگر و خواننده اهل کره جنوبی است. او در برنامه پرودوس ۱۰۱ شبکه ام‌نت حضور پیدا کرد و به جایگاه چهاردهم رسید و از عضویت در گروه دخترانه آی.او. آی بازماند. او عضو گروه دخترانه گوگودان زیر نظر جلی‌فیش بوده است. پس از منحل شدن این گروه در سال ۲۰۲۰، کیم به عنوان بازیگر فعالیت می‌کند.